# Jeffrey Christiaens
Pour les articles homonymes, voir Christiaens.
Jeffrey Christiaens, né le 17 mai 1991 à Bruxelles en Belgique, est un footballeur international philippin d'origine belge. 
Il évolue actuellement au poste de milieu avec le club du Ceres FC.

## Biographie

### Sélection
Jeffrey Christiaens est convoqué pour la première fois par le sélectionneur national Michael Weiß pour un match de la Long Teng Cup 2011 face à Hong Kong le 30 septembre 2011.
Il participe à l'AFC Challenge Cup en 2012 avec les Philippines. Ils terminent sur la dernière marche du podium.

## Palmarès

### En club
- Global FC :
  - Champion des Philippines en 2012.

### En sélection nationale
- Vainqueur de la Philippine Peace Cup en 2012.